# West Reading (Pensilvania)
West Reading es un borough ubicado en el condado de Berks en el estado estadounidense de Pensilvania. En el año 2000 tenía una población de 4049 habitantes y una densidad poblacional de 2733.4 personas por km².

## Geografía
West Reading se encuentra ubicado en las coordenadas 40°20′03″N 75°56′48″O / 40.33417, -75.94667.

## Demografía
Según la Oficina del Censo en 2000 los ingresos medios por hogar en la localidad eran de $38 340 y los ingresos medios por familia eran $43 472. Los hombres tenían unos ingresos medios de $31 592 frente a los $25 411 para las mujeres. La renta per cápita para la localidad era de $21 414. Alrededor del 9,5% de la población estaba por debajo del umbral de pobreza.

## Ciudadanos notables
- Taylor Swift, cantante y compositora.